# Elles et lui
Albums de Alain Chamfort
Une vie Saint Laurent
(2010) Alain Chamfort
(2015)
Singles
1. Bambou
Sortie : 13 février 2012
2. Souris puisque c'est grave
Sortie : 23 avril 2012

Elles et lui est le treizième album studio d'Alain Chamfort, sorti en 2012. La particularité de cet album est que le chanteur y reprend ses plus grands succès en duo avec plusieurs chanteuses telles qu'Alizée, Camélia Jordana, Inna Modja, Vanessa Paradis, Jenifer et Claire Keim. La plupart des enregistrements ont été réalisés en solo et ensuite mixés. L'album s'est vendu à 24 500 exemplaires en France et s'est hissé dans le top 200 annuel des meilleures ventes d'albums en France.
Alain Chamfort parlera de cet album, lors d'un entretien au Parisien lors de la sortie du Désordre des choses en 2018 : « Lorsque Universal m'a proposé d'enregistrer ces duos [...], c'était d'abord une idée marketing, mais ça reste un échec discographique ».

## Titres
| No  | Titre                                                       | Durée |
| --- | ----------------------------------------------------------- | ----- |
| 1.  | Manureva (en duo avec Audrey Marnay)                        | 4:50  |
| 2.  | Bambou (en duo avec Camélia Jordana)                        | 3:28  |
| 3.  | Traces de toi (en duo avec Fredrika Stahl)                  | 3:56  |
| 4.  | Malaise en Malaisie (en duo avec Vanessa Paradis)           | 4:40  |
| 5.  | Souris puisque c'est grave (avec Inna Modja)                | 3:03  |
| 6.  | L'Ennemi dans la glace (en duo avec Élodie Frégé)           | 3:57  |
| 7.  | Clara veut la lune (avec Alizée)                            | 3:09  |
| 8.  | Géant (en duo avec Keren Ann)                               | 3:48  |
| 9.  | La Fièvre dans le sang (en duo avec Capucine)               | 3:49  |
| 10. | Les Beaux Yeux de Laure (en duo avec Claire Keim)           | 3:13  |
| 11. | Palais royal (en trio avec Sarah Manesse et Marina D'Amico) | 4:03  |
| 12. | Rendez-vous au Paradis (avec Jenifer)                       | 4:06  |

## Classements
| Classement (2012)            | Meilleure position |
| ---------------------------- | ------------------ |
| Belgique (Wallonie Ultratop) | 10                 |
| France (SNEP)                | 14                 |

| Classement (2012)            | Meilleure position |
| ---------------------------- | ------------------ |
| Belgique (Wallonie Ultratop) | 78                 |
| France (SNEP)                | 158                |